# Matias Sointu
Matias Sointu (ur. 10 lutego 1990 w Tampere) – fiński hokeista.
Jego ojciec Kai (ur. 1997) został działaczem hokejowym, prezesem zarządu klubu Kiekko-Vantaa.

## Kariera
- Ilves U16 (2005−2006)
- Ilves U17 (2006–2008)
- Ilves U20 (2007–2009)
  -  Suomi U20 (2008/2009)
- Ottawa 67’s (2009)
- Sudbury Wolves (2009–2010)
- Ilves (2010–2013)
  -  LeKi (2010/2011, 2011/2012)
- TPS (2013–2015)
- Ilves (2015–2017)
  -  LeKi (2015/2016)
- HC Bolzano (2017–2018)
- IK Oskarshamn (2018–2019)
- Cardiff Devils (2019–2020)
- Dornbirner EC (2020)
- Kiekko-Vantaa (2020)
- EC Graz 99ers (2020–2021)
- HC La Chaux-de-Fonds (2021)
- Sheffield Steelers (2021–2022)
- Cracovia (2022)
- Ferencvárosi TC (2023)
- Borås HC (2023-)

Wychowanek klubu Tampereen Ilves w rodzinnym mieście. Karierę rozwijał w jego drużynach juniorskich. W drafcie NHL z NHL 2008 został wybrany przez Tampa Bay Lightning, a rok potem w drafcie do kanadyjskich rozgrywek juniorskich CHL z 2009 został wybrany przez klub Ottawa 67’s i w jego barwach grał w sezonie 2008/2009 w lidze OHL, skąd w tej samej edycji przeszedł do Sudbury Wolves. Po powrocie do Finlandii od 2010 grał w seniorskim zespole Ilves w rozgrywkach Liiga, skąd w 2013 przeszedł do TPS, a w 2015 ponownie trafił do macierzystego klubu. Od 2017 występował w HC Bolzano we włoskiej Serie A, od 2018 w IK Oskarshamn w Allsvenskan. Sezon 2019/2020 zaczął w walijskim zespole w brytyjskich rozgrywek EIHL. Stamtąd w styczniu 2020 przeszedł do austriackiego klubu Dornbirner EC w EBEL. Przed sezonem 2020/2021 trafił do fińskiego Kiekko-Vantaa w lidze Mestis. W grudniu 2020 odszedł do austriackiego EC Graz 99ers. Pod koniec lutego 2021 znalazł trzeci klub w ówczesnym sezonie, szwajcarski HC La Chaux-de-Fonds ze Swiss League. W październiku 2021 raz jeszcze trafił do ligi EIHL, tym razem zostając graczem angielskiej drużyny. Od sierpnia do grudnia 2022 był zawodnikiem Cracovii w Polskiej Hokej Lidze. Od początku stycznia 2023 zawodnik węgierskiego Ferencvárosi TC. Pod koniec grudnia 2023 trafił do szwedzkiego Borås HC.
Uczestniczył w turniejach mistrzostw świata do lat 18 edycji 2008, mistrzostw świata juniorów do lat 20 edycji 2010.

## Sukcesy
Klubowe
- Złoty medal EBEL: 2018 z HC Bolzano